# Cyprideis salebrosa
Cyprideis salebrosa is een mosselkreeftjessoort uit de familie van de Cytherideidae. De wetenschappelijke naam van de soort is voor het eerst geldig gepubliceerd in 1963 door van den Bold.